# 行田市站

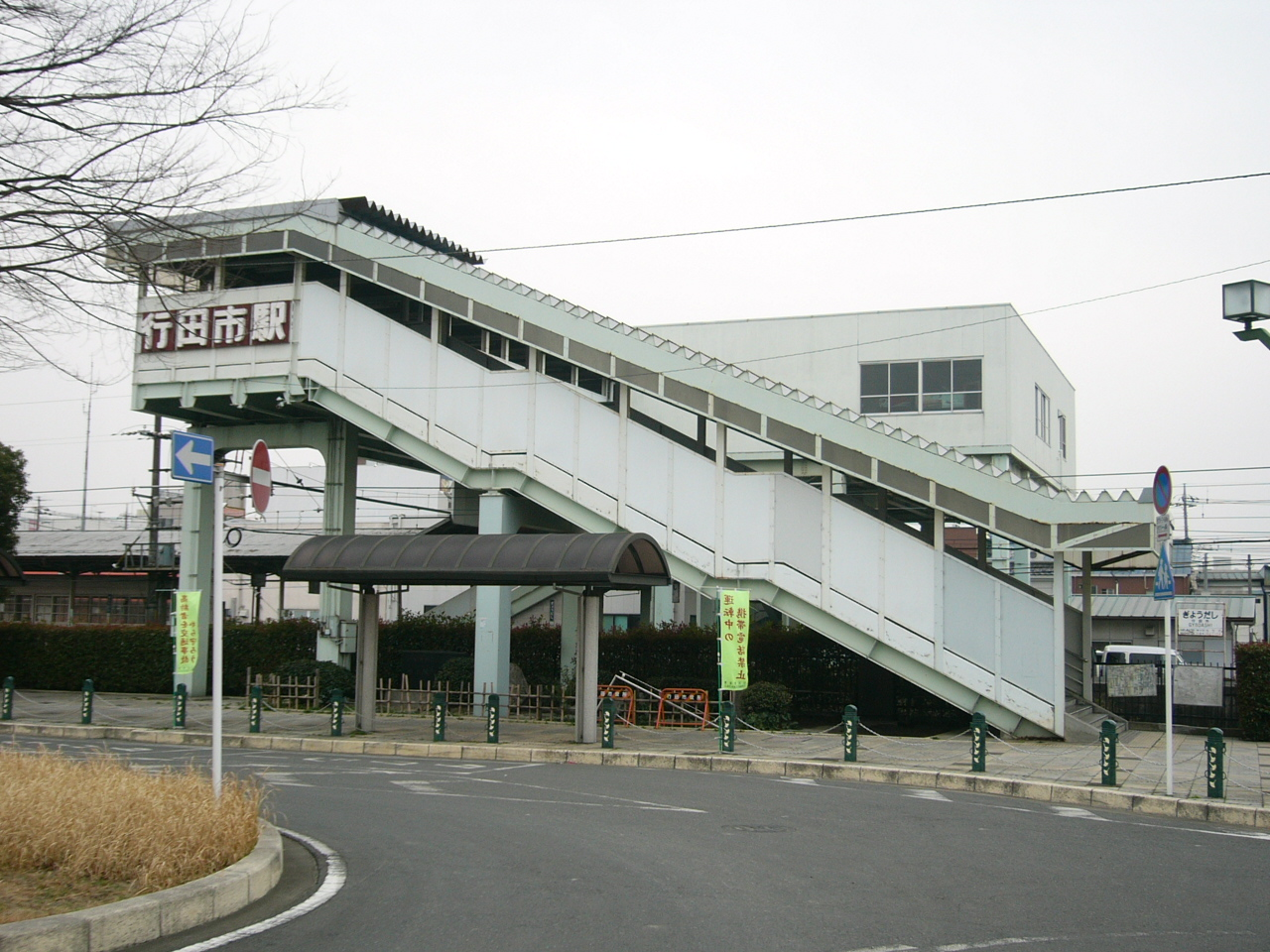
北出口（2006年3月）

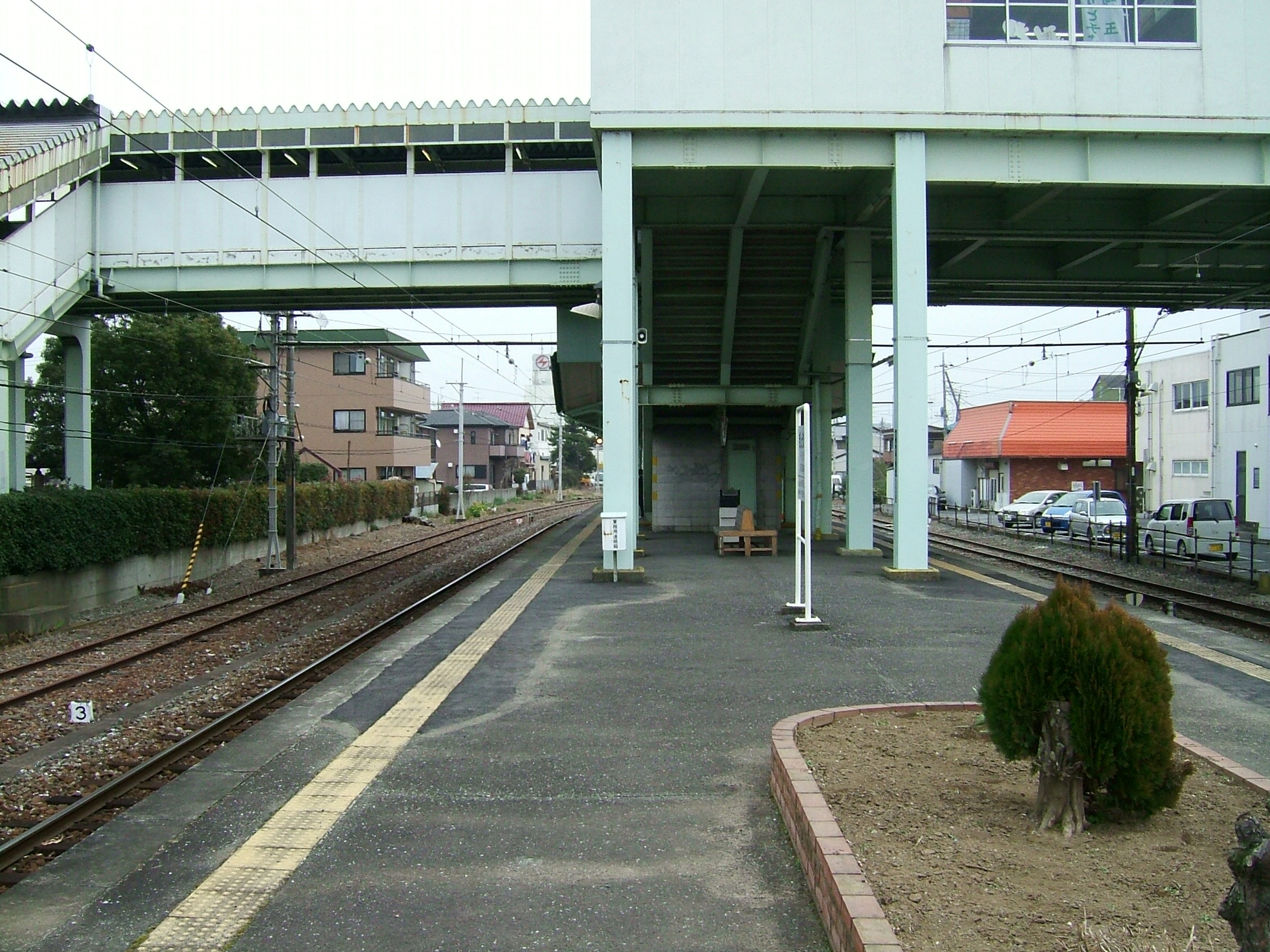
月台（2008年1月）

行田市站（日语：／ Gyōdashi eki */?）是位於埼玉縣行田市中央19番18號，秩父鐵道的秩父本線車站。

## 歷史
- 1921年（大正10年）4月1日：北武鐵道（日语：北武鉄道）羽生至此站之間開通，此站啟用（站名行田站）[3]。
- 1922年（大正11年）8月
  - 此站至熊谷之間開通[3]。
  - 與秩父鐵道合併，成為秩父鐵道車站。
- 1966年（昭和41年）6月1日：隨著國鐵高崎線行田站啟用，此站改名為行田市站[4]。
- 1980年（昭和55年）：現時的車站大樓落成。為跨站式站房，車站北出口開始使用。部分留置線廢止，變為停車場等其他用地。

## 車站構造
此站是地面車站，設有1面2線的島式月台。此站設有跨站式站房
候車室位於月台上和檢票口側。此站沒有空調設備。站內沒有旅客廁所（在南出口樓梯旁設有公廁）。在2017年10月起，於檢票口上設有列車運行資訊螢幕。連接所有出口與檢票層之間，檢票層與月台之間只有樓梯，沒有扶手電梯和電梯。站內沒有商店，於檢票口內外設有飲品自動販賣機。
此站是由熊谷站管理的業務委託車站（曾經為直營車站）。車站職員當值時間為平日6:40～20:00，星期六日7:30～20:00。與其他秩父鐵道（主要站除外）相同，在列車進站、到達後與發車前均不會播放發車音樂和廣播。

### 月台
| 月台 | 路線    | 方向                               |
| ---- | ------- | ---------------------------------- |
| 1    | ■秩父線 | 熊谷、寄居、長瀞、秩父、三峰口方向 |
| 2    | ■秩父線 | 羽生方向                           |

曾經此站設有許多側線。在設施縮小規模後，只剩下上下行線側各1條路軌。現時大部分路軌都撒走。

## 使用狀況
在第二次世界大戰後1960年代起，行田市內相對繁榮。在秩父鐵道各站中，繼熊谷後最多人使用，後來使用人次開始減少。最多人次使用的一年為1965年（昭和40年），當年度1日平均3,620人次，現時減少至約4分之1。
在2017年度車站乘車人次中，於秩父本線35站內排名第6位。以自治體為名的車站為第一。此站為急行停車站，但是由與町中心有一段距離，因此使用人次不多。
以下為1日平均乘車人次列表。
| 年度               | 1日平均 乘車人次 |
| ------------------ | ---------------- |
| 1999年（平成11年） | 990              |
| 2000年（平成12年） | 956              |
| 2001年（平成13年） | 971              |
| 2002年（平成14年） | 985              |
| 2003年（平成15年） | 973              |
| 2004年（平成16年） | 911              |
| 2005年（平成17年） | 926              |
| 2006年（平成18年） | 901              |
| 2007年（平成19年） | 904              |
| 2008年（平成20年） | 957              |
| 2009年（平成21年） | 910              |
| 2010年（平成22年） | 893              |
| 2011年（平成23年） | 886              |
| 2012年（平成24年） | 909              |
| 2013年（平成25年） | 898              |
| 2014年（平成26年） | 899              |
| 2015年（平成27年） | 872              |
| 2016年（平成28年） | 862              |
| 2017年（平成29年） | 865              |
| 2018年（平成30年） | 840              |

## 車站周邊
車站位於行田市區，但距離市中心較遠。

### 北出口
北出口對出設有農田、住宅（個人商店）和河川。附近沒有便利店和餐廳。在北出口沒有的士等客。在迴旋路上設有巴士站位，但是沒有定期巴士路線駛入。
- 行田稅務署
- 行田谷鄉郵局
- 行田市綜合公園、行田綠色競技場
- 忍川（日语：忍川）
- 埼玉縣道199號行田市停車場酒卷線（日语：埼玉県道199号行田市停車場酒巻線）

### 南出口
南出口對出為市中心方向。會有的士候客。並設有餐廳等商店。
- 行田警署（日语：行田警察署） 行田市站前派出所
- 行田市政廳
- 行田郵局（日语：行田郵便局）
- 行田市產業文化會館
- 忍城址
- 行田市鄉土博物館（日语：行田市郷土博物館）
- 水城公園（日语：水城公園）
- 足利銀行行田分店
- 埼玉縣名發祥之地 行田之碑
- 昭和的士株式會社
- 市道（通稱）中央通
- 埼玉縣道198號行田市停車場線（日语：埼玉県道198号行田市停車場線）
- 埼玉縣道199号行田市停車場酒巻線
- 埼玉縣道128號熊谷羽生線（日语：埼玉県道128号熊谷羽生線） 浮城通（前國道125號）
- 埼玉縣道77號行田蓮田線（日语：埼玉県道77号行田蓮田線）

## 巴士路線
所有巴士路線均於南出口出發。除了以下巴士路線外，也有東京農業大學第三高等學校、東京成德大學深谷高等學校的校車。
- 朝日巴士（日语：朝日自動車）（加須營業所（日语：朝日自動車加須営業所））
  - 行田市站 - 前谷 - 吹上站　（從此站到發的路線中，平日早上和黃昏設有數班，星期日與假日每小時設有1班以下，班次十分少）
  - 行田本町 - 佐間 - 吹上站　（停靠在此站南出口南方300米的「行田本町」巴士站，每小時設有2～6班）
- 行田市內循環巴士（日语：行田市内循環バス）
  - 北西循環
  - 北東循環
  - 東循環
  - 觀光據點循環

## 其他
- 行田站（JR東日本）與行田市站（秩父鐵道）雖然站名相近，但是實際相距約5公里。
- 在2000年，華原朋美演出羅森廣告中於此站取景。但是為了廣告內容，此站被標示為「行田站」。當中，廣告所宣傳的商品是「燒賣便當」，並於廣告中其中一句台詞為（中譯：但是這裡是行田），而相同讀音會聯想起餃子當初廣告計劃在JR行田站拍攝，由於沒有得到JR的許可，使轉在行田市站拍攝，並改變為站名。

### 取景地
- Furu Cafe系 春天先生之假日（NHK E電視）
- 陸王（TBS電視台）

## 相鄰車站
秩父鐵道
秩父本線
急行「秩父路」
羽生－行田市－熊谷
普通
東行田－行田市－持田

## 注腳
1. 1 2  . 埼玉県企画財政部交通政策課.   [2014-07-25]. （原始内容存档于2013-02-27） （日语）.
2. 1 2 3  . 埼玉県企画財政部交通政策課.   [2014-07-25]. （原始内容存档于2014-07-28） （日语）.
3. 1 2  会社情報 - 沿革 （页面存档备份，存于）（日語） - 秩父鉄道
4. ↑  行田市役所総合政策部広報広聴課.  (PDF). 市報ぎょうだ (埼玉県行田市本丸: 行田市役所). 2009-01-01, (751): 2  [2014-07-25]. （原始内容存档 (PDF)于2016-03-04） （日语）.
5. ↑  埼玉県統計年鑑より算出 （页面存档备份，存于）（日語）
6. ↑  在1956年（昭和31年）前沒有記載數據，這是由於單位為會公斤
7. ↑  在1945年至1968年之間各年度埼玉縣統計年鑑計算。
8. ↑  東京農業大学第三高等学校アクセスガイド （页面存档备份，存于）（日語）
9. ↑  東京成徳大学深谷高等学校アクセス （页面存档备份，存于）（日語）

## 外部連結
- 車站情報 行田市站（秩父鐵道） （页面存档备份，存于）（日語）